# Заграждения (военное дело)
Заграждение, Заграждения — военный термин, охватывающий собой широкий спектр сооружений, устройств или мер по разрушению чего-либо для стеснения или препятствования движению войск и сил.
Военные заграждения могут быть выставлены на суше, в воде или в воздухе с целью нанести неприятельским силам ущерб, затруднить их перемещение, задержать или сковать их действия или вынудить к передвижению в выгодном для дружественных войск направлении.
Возведение заграждений может проводиться как заблаговременно, так и в ходе вооружённого столкновения; заграждения могут создаваться в полосе обеспечения, на подступах к оборонительным рубежам, перед их передним краем и в глубине тактической и оперативной зон обороны. Сооружение заграждений подчиняется предполагаемому замыслу боя (операции), тесно увязывается с системой огня и ударами средств огневого поражения с учётом маневрирования своих сил.
На все устроенные заграждения оформляется отчётная документация установленного образца; при смене войск возведённые заграждения передаются по акту с приложением к нему отчётных документов.

## История

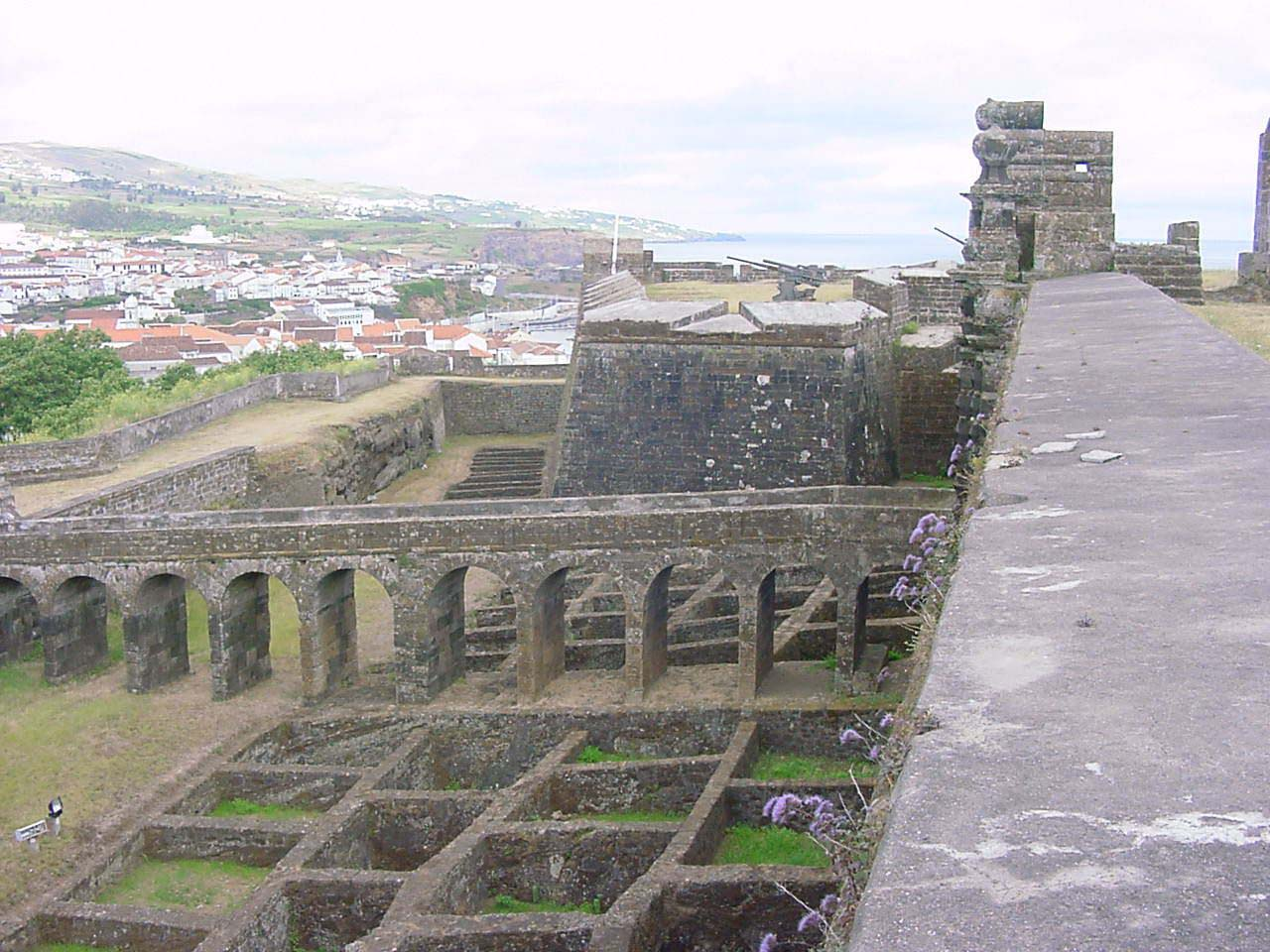
Система волчьих ям перед стенами средневекового замка
(Португалия, май 2007)

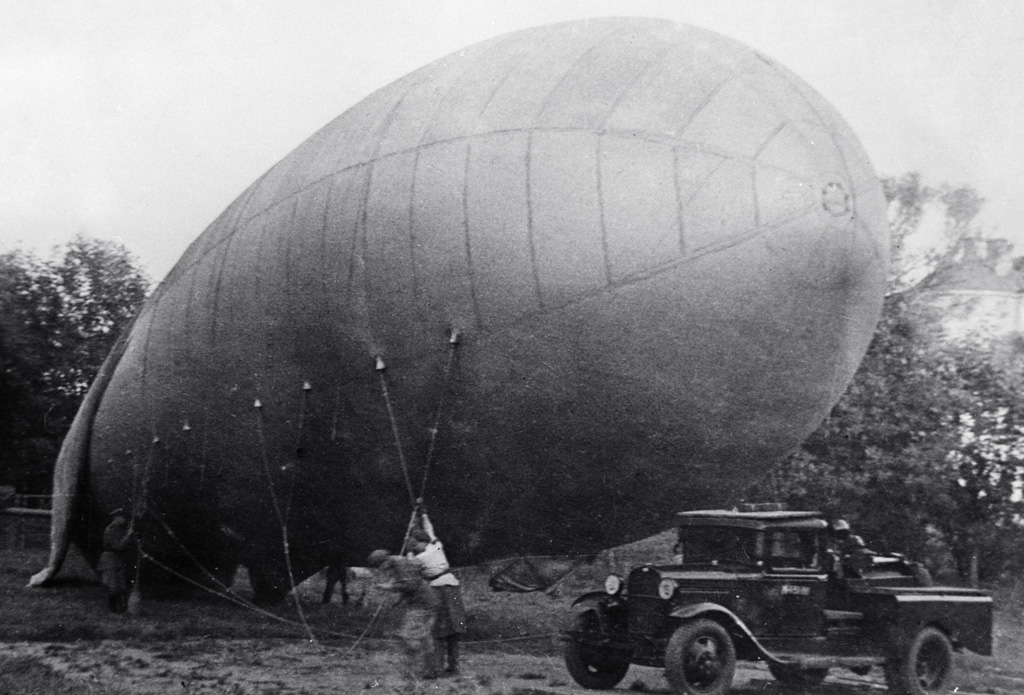
Подготовка аэростата заграждения
(Москва, СССР, июнь 1942)

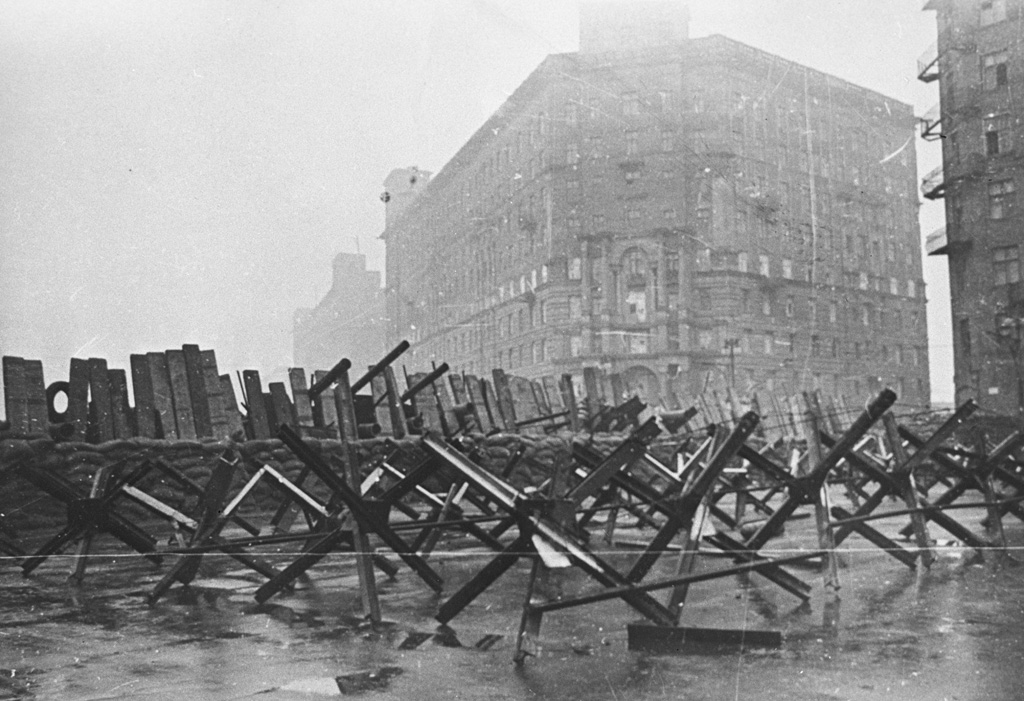
Баррикады и противотанковые ежи на улицах Москвы
(битва за Москву, октябрь 1941)

Установлено, что разные виды невзрывных заграждений применялись в военных целях ещё на заре человеческой цивилизации. Как правило, они включали в себя земляные валы, каменные стены, деревянные палисады, рвы, волчьи ямы, лесные завалы и засеки, засечные черты и другое. К примеру, в оборонительных сооружениях Древней Руси высота земляных валов достигала 6—8 метров при ширине 16—17 метров, в системе укреплений древнего Новгорода XII века имелись сразу две линии заграждений. Для обороны государственных границ обустраивались мощные системы укреплений (засечные линии) сочетавшие фортификационные сооружения и заграждения.
Начиная с XVIII века в устройстве заграждений начали применяться пороховые заряды (фугас), а со второй половины XIX века — бризантные взрывчатые вещества. В 1769 году под Хотином русские минёры впервые пустили в ход плавучие минно-взрывные средства. Чуть позже, в 1776 году аналогичные устройства нашли применение во время войны США и Великобритании. Войска А. В. Суворова достигли высокого мастерства, используя заграждения против турок у Гирсова и на подступах к Херсону в 1787 году. М. И. Кутузов использовал постройку заграждений в Бородинском сражении и под Тарутином в 1812 году. При обороне Севастополя в 1854—55 годах русские сапёры впервые применили гальванические и ударно-огневые мины, а также — полевые и камнемётные фугасы. Во время русско-турецкой войны 1877—1878 годов русские военные инженеры продолжали развивать практику использования камнемётных фугасов и минных подводных заграждений. В 1848 году ими были разработаны передовые по тем временам конструкции управляемых противопехотных мин и фугасов; в 1894 году российскими конструкторами была создана первая неизвлекаемая противопехотная мина, примерно в то же самое время появился осколочный полевой фугас Сушинского.
В 1904 году при обороне Порт-Артура русские войска первыми применили противопехотные мины и заряды взрывчатых веществ, дистанционно инициируемые электрическим способом. Как правило, в те времена передовые линии русских взрывных заграждений состояли из самодействующих мин, примерно на расстоянии в 200 метров позади них выставлялись управляемые по проводам фугасы. Тогда же впервые в мире в боевой обстановке были применены электрические проволочные заграждения: по предложению лейтенанта Н. В. Кроткова (1875—1942) устраивались так называемые электрические изгороди — гладкая проволока, прикреплённая к деревянным кольям с помощью фарфоровых изоляторов, по которой пропускался электрический ток высокого напряжения. При штурме горы Высокой на оборудованной ими позиции в ночь на 26 ноября 1904 года на проволоке погибло по русским данным, до 150 японских солдат.
Во время Первой мировой войны с появлением на поле боя бронетанкового вооружения и техники были немедленно разработаны первые конструкции противотанковых мин. Большое распространение получила тактика создания сплошных полос проволочных заграждений; на Западном (Восточном, у австрийцев и немцев) фронте особо широкое применение помимо них нашли противопехотные мины и объектные мины замедленного действия. Для усиления крепостей (Ивангород, Осовец, Брест-Литовск, Новогеоргиевск и др.) использовались водные заграждения в виде затопления и заболачивания местности. Протяжённые водные заграждения были также созданы на притоках реки Припять. В 1916 году для защиты Лондона, Венеции и Парижа были организованы противосамолётные заграждения с помощью аэростатов. Во время войны российскими военными инженерами — Драгомировым, Грицкевичем, Ревенским — был предложен целый ряд оригинальных конструкций различных мин, которые использовались в системах заграждений разного назначения.
В 20-х — 30-х годах XX века началась интенсивная разработка целостного теоретического фундамента для применения заграждений в масштабе боя или операции. В его разработку внесли существенный вклад советские военные теоретики М. П. Воробьёв и Д. М. Карбышев.

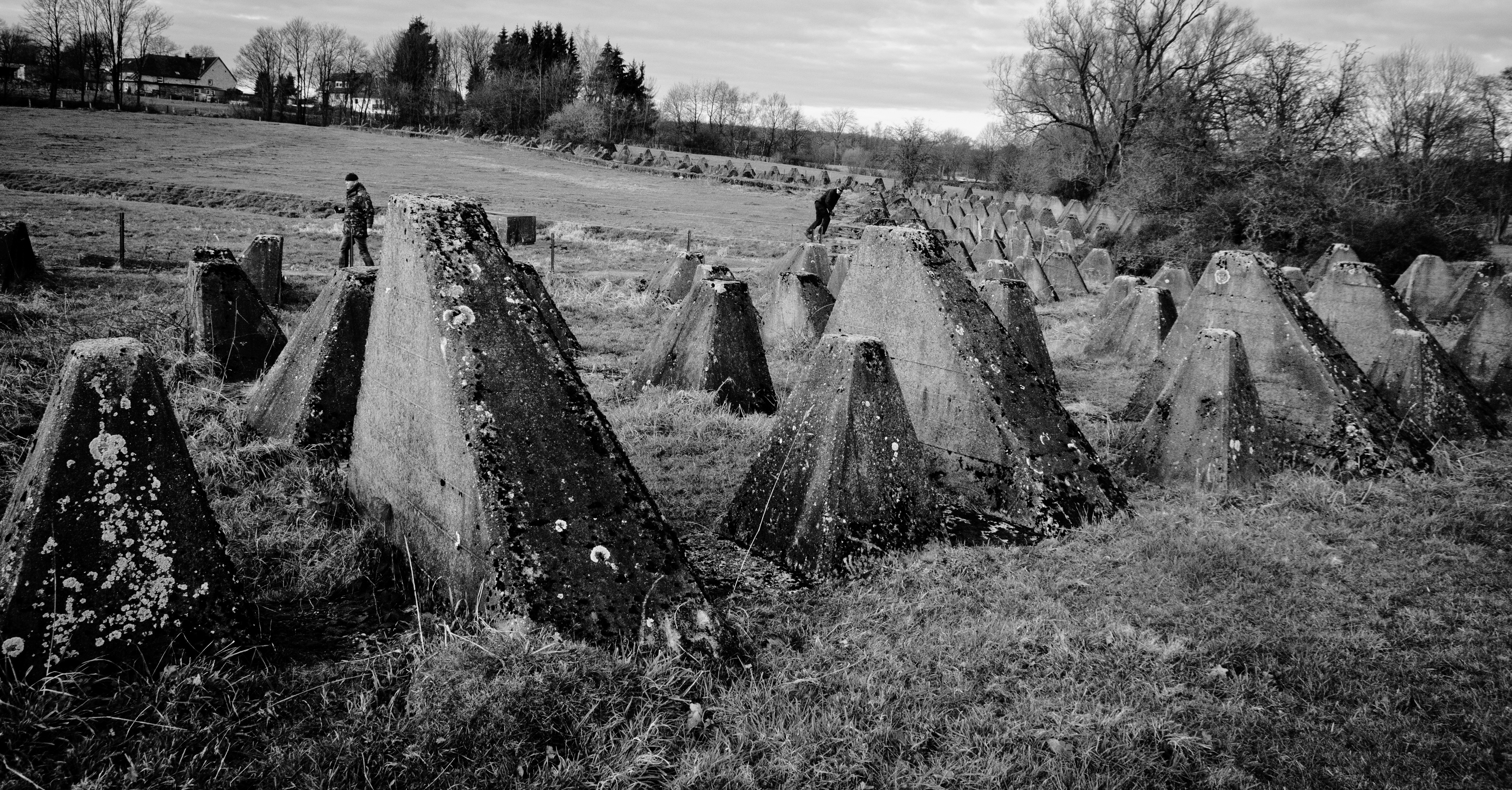
Противотанковая полоса времён Второй мировой войны
(Ахен, Вестфалия, 2011)

Перед Второй мировой войной возведению комплексных систем заграждений придавалось очень большое значение и в рамках сооружения различных оборонительных линий (например линия Зигфрида в Германии, линия Мажино во Франции, линия Маннергейма в Финляндии) подготавливались системы комбинированных заграждений, в которых наряду с минными полями шли в дело металлические и железобетонные надолбы, гранитные тетраэдры, противотанковые рвы, эскарпы, контрэскарпы и тому подобное.
Опыт Второй мировой войны значительно обогатил практику использования заградительных систем, которые на суше применялись во всех видах боевых действий. Помимо этого, заградительные средства активно использовались при организации систем ПВО и береговой обороны. На минах, которые широко применялись советскими партизанами, немецко-фашистские войска и их союзники несли огромные потери (см. статью советские партизаны в Великой Отечественной войне). Во время битвы под Москвой советские войска впервые начали прибегать к тактике подвижного минирования, которая потом многократно успешно использовалась для противодействиям бронетанковым клиньям вермахта. С 1943 года советские подвижные отряды заграждения (ПОЗ) официально стали элементом боевого порядка и оперативного построения войск. Воздушные заграждения задействовались в системах ПВО Ленинграда, Москвы и других промышленных центров.
В послевоенный период функциональная роль заграждений в общевойсковом бою и операции продолжала возрастать. Теоретические основы применения военных заграждений совершенствовались под влиянием стремительного развития средств преодоления препятствий и заграждений. В вооружённых силах целого ряда государств на вооружение были приняты комплексы дистанционного минирования местности и водных пространств с помощью авиационной техники, ракетного вооружения, артиллерии и реактивных систем залпового огня. Начиная с 1980-х годов выявилась тенденция совмещать дистанционно устанавливаемые минные заграждения с комплексами разведывательно-сигнализационных датчиков.

## Классификация

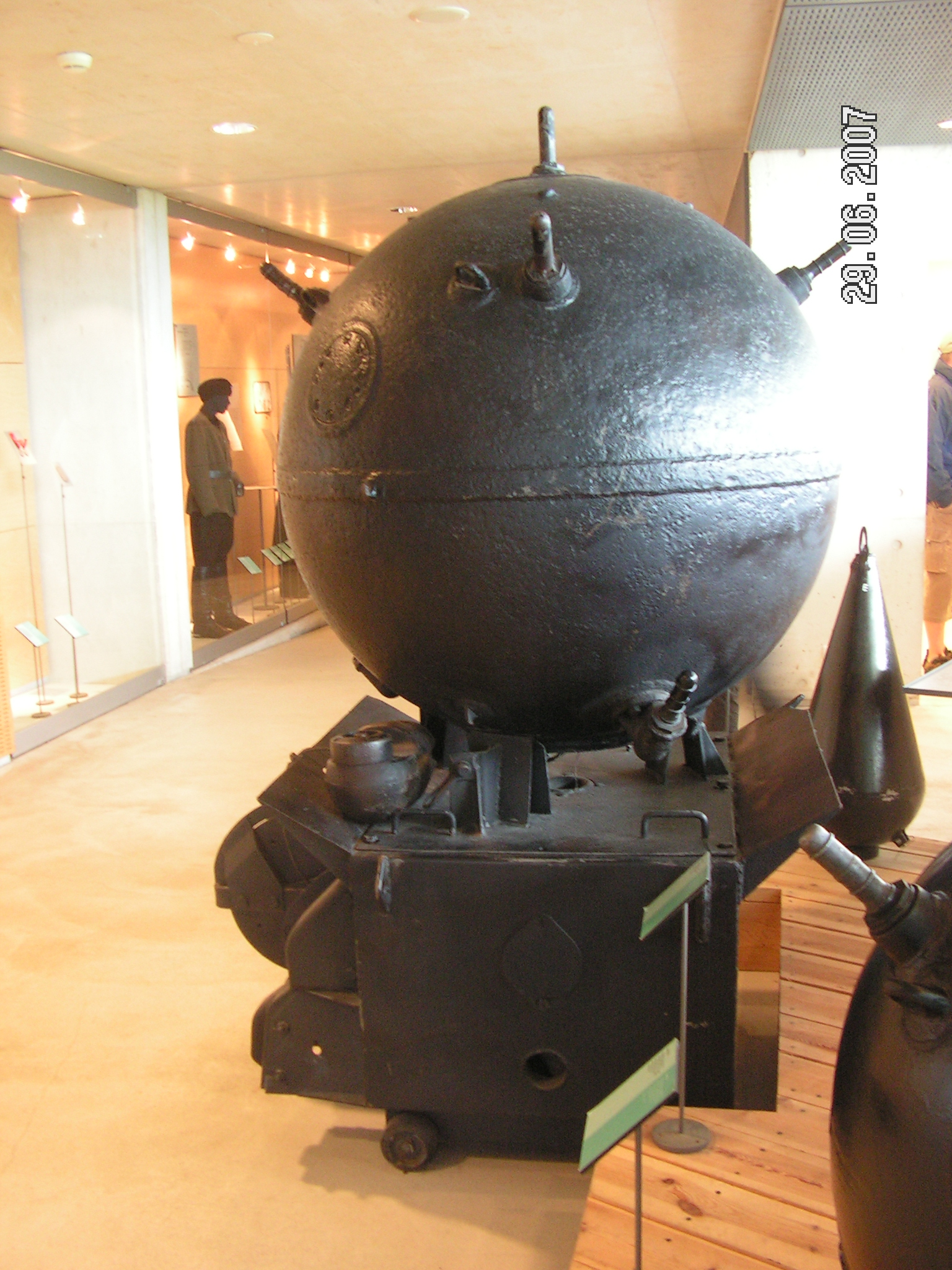
Германская якорная морская мина
(Хансхольм, 2007)

Системы заграждений принято классифицировать по целому ряду различных признаков. Некоторые виды заграждений могут быть ложными, в таком случае они, как правило имитируют собой боевые заграждения и используются в сочетании с действительными.
По масштабу применения:
- тактические, которые создаются силами войск и приданных им инженерных частей в полосе обороны дивизий по планам соединений и объединений; они включают в себя противотанковые и противопехотные минные поля, невзрывные заграждения, узлы заграждений тактического значения, подготовленные к разрушению искусственные сооружения и участки транспортных путей; наращивание и усиление тактических заграждений может быть проведено подвижными отрядами заграждений (ПОЗ),
- оперативные, которые возводятся по плану командования фронта или армии для обеспечения выполнения поставленных задач на наиболее важных направлениях, определяющих устойчивость всей обороны в целом; как правило они включают в себя заграждения на важнейших дорожных магистралях (рокадных и фронтальных), транспортных узлах, полосы и зоны заграждений, рубежи минирования, зоны затопления и подготовленные к разрушению важные объекты; оперативные заграждения создаются силами инженерных войск фронта или армии с привлечением в отдельных случаях сил дивизий, их наращивание может быть организовано ПОЗами и резервами армии, фронта или главного командования на ТВД, а также — путём дистанционного минирования местности авиацией и артиллерией.

По месту расположения:
- наземные (противотанковые, противопехотные, смешанные, противотранспортные, противодесантные и на водных преградах),
- морские (минные, сетевые, боновые или комбинированные),
- воздушные (противосамолётные и противовертолётные мины, тросовые и сетевые заграждения поднимаемые заградительными аэростатами и др.).

По характеру воздействия:
- взрывные (минно-взрывные, ядерно-взрывные и т. д.),
- электризуемые (проволочные, сеточные или тросовые заграждения под высоким напряжением),
- невзрывные из подручных и строительных материалов (земля, древесина, снег, бетон, металл и т. д.) или конструкционных элементов промышленного изготовления (колючая проволока, надолбы, противотанковые ежи, сети и др.),
- комбинированные (различные сочетания взрывных, невзрывных и электризуемых).

По предназначению:
- отсечные — создаются в зонах обороны войск для замедления или остановки наступления противника или для принуждения его к смене направления движения,
- беспокоящие — создаются без схемы и, как правило, закрытым способом для сковывания действий противника, снижения его темпов движения и пресечения использования им в своих интересах определённых территорий,
- охранные — создаются без схемы открытым способом из ограниченного количества противотанковых мин с целью непосредственной защиты войск для усиления местности перед их позициями и между ними.

## Характеристики

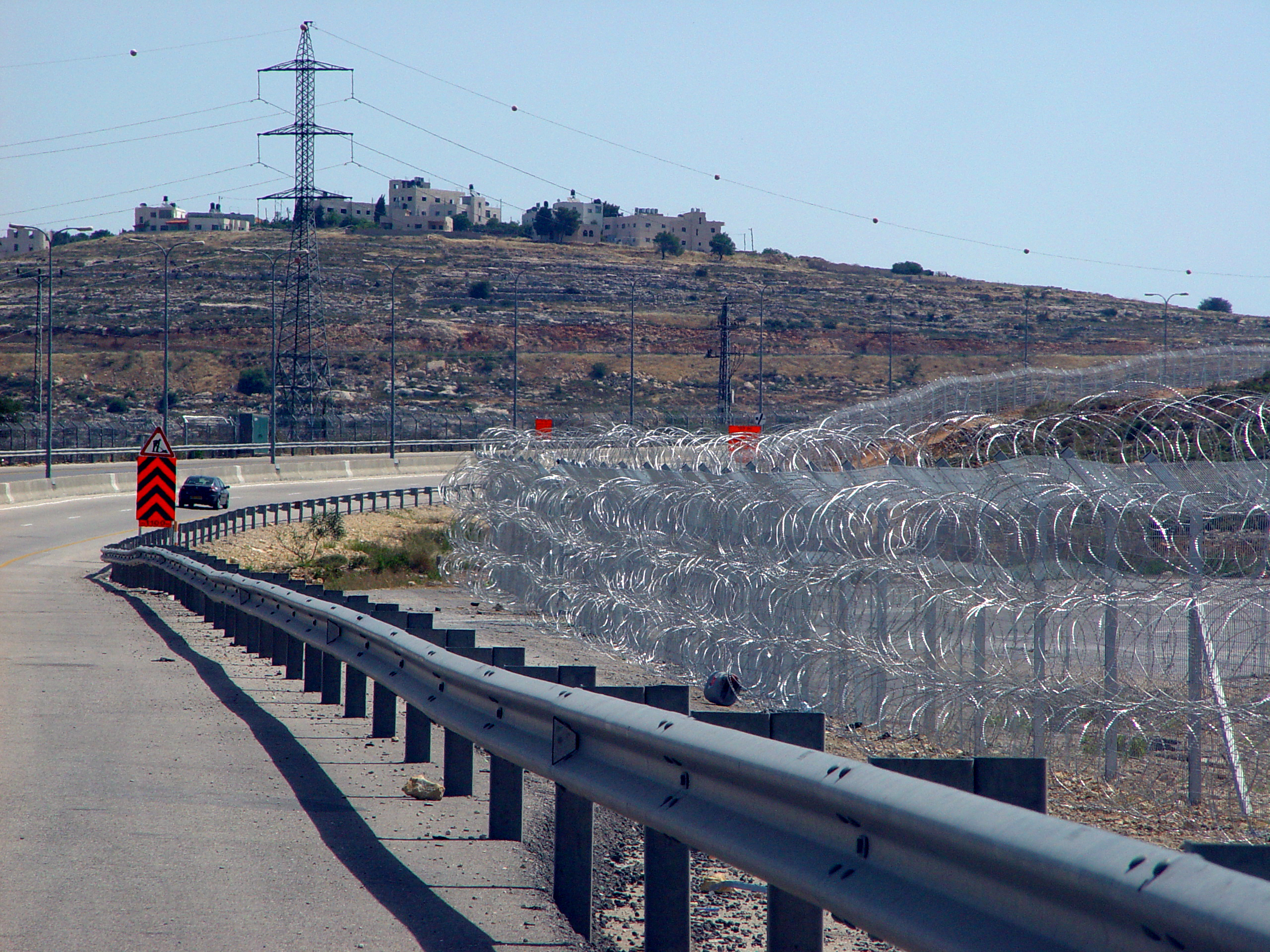
Колючая проволока Израильского разделительного барьера
(Гиват-Зеэв, май 2010)

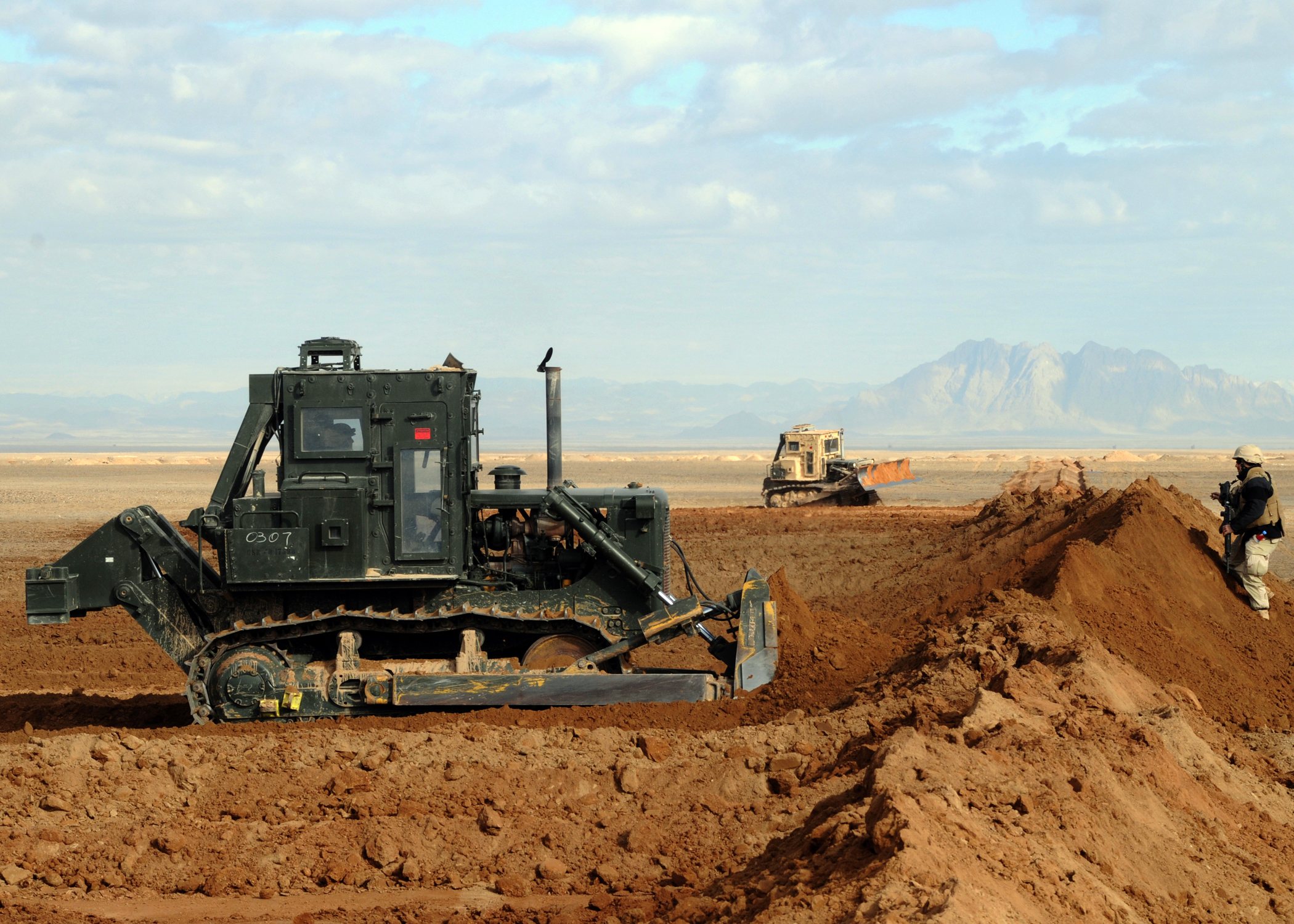
Бронированные бульдозеры возводят защитный периметр передовой оперативной базы
(Гильменд, Афганистан, 2009)

Каждое отдельно взятое заграждение на местности характеризуется своей глубиной, протяжённостью и временем задержки противника при его преодолении. Минно-взрывные заграждения в дополнение к этому характеризуются количеством установленных мин и вероятностью поражения на них живой силы и техники неприятеля. Другим важным параметром является плотность заграждений, которая определяется степенью насыщенности местности заграждениями и прикрытия ими позиций, рубежей, направлений и полос действий войск. Плотность заграждений определяется как отношение общей протяжённости установленных заграждений к ширине фронта прикрываемого рубежа, полосы или направления. Плотности невзрывных и минно-взрывных заграждений, как и плотности противотанковых и противопехотных минных заграждений определяются раздельно.
Боевая эффективность возведённой системы заграждений оценивается числом поражённой живой силы и техники врага на минно-взрывных заграждениях, а также — через снижение темпов его наступления за счёт применения всех видов заграждений в совокупности. Считается, что максимальная эффективность достигается внезапностью, массированностью и эшелонированием заграждений на направлениях действий войск неприятеля.
Заграждения могут устраиваться в первой и второй степенях готовности; степень готовности заграждений и порядок их перевода из одного состояния в другое определяется командиром полка или дивизии на участке которого они созданы.
- первая степень — полная боевая готовность: в минных полях управляемые мины переведены в боевое положение, неуправляемые мины окончательно установлены и снаряжены, предупреждающие знаки и ограждение с минных полей убрано, на намеченных к разрушению объектах подрывные заряды, объектные и противотранспортные мины установлены и замаскированы, в заряды вставлены детонаторы, а их механизмы инициированы; в комбинированных заграждениях установленные минно-взрывные элементы снаряжены и взведены, проходы и переходы через них заминированы.
- вторая степень готовности: противотранспортные и объектные мины установлены и замаскированы, но их взрыватели не переведены в боевое положение, подрывные станции полностью оборудованы, подрывные заряды в намеченных к разрушению объектах подготовлены к быстрому переводу их в боевое положение, их заряды и взрывные сети установлены, детонаторы соединены со взрывными сетями, но в заряды не вставлены, неуправляемые мины в минных полях снаряжены и установлены, но сами поля ограждены и охраняются, управляемые мины содержатся в безопасном состоянии; невзрывные заграждения подготовлены, но проходы и переходы через них не разрушены и не заминированы.